# Jackal (jogo eletrônico)
Jackal é um jogo de videogame lançado pela Konami em 1986 e 1988 no Japão e na América do Norte. No Japão, a Game Machine, na edição de 15 de novembro de 1986, listou Jackal como a terceira unidade de arcade de mesa de maior sucesso do mês.